# Hofbräuhaus Traunstein

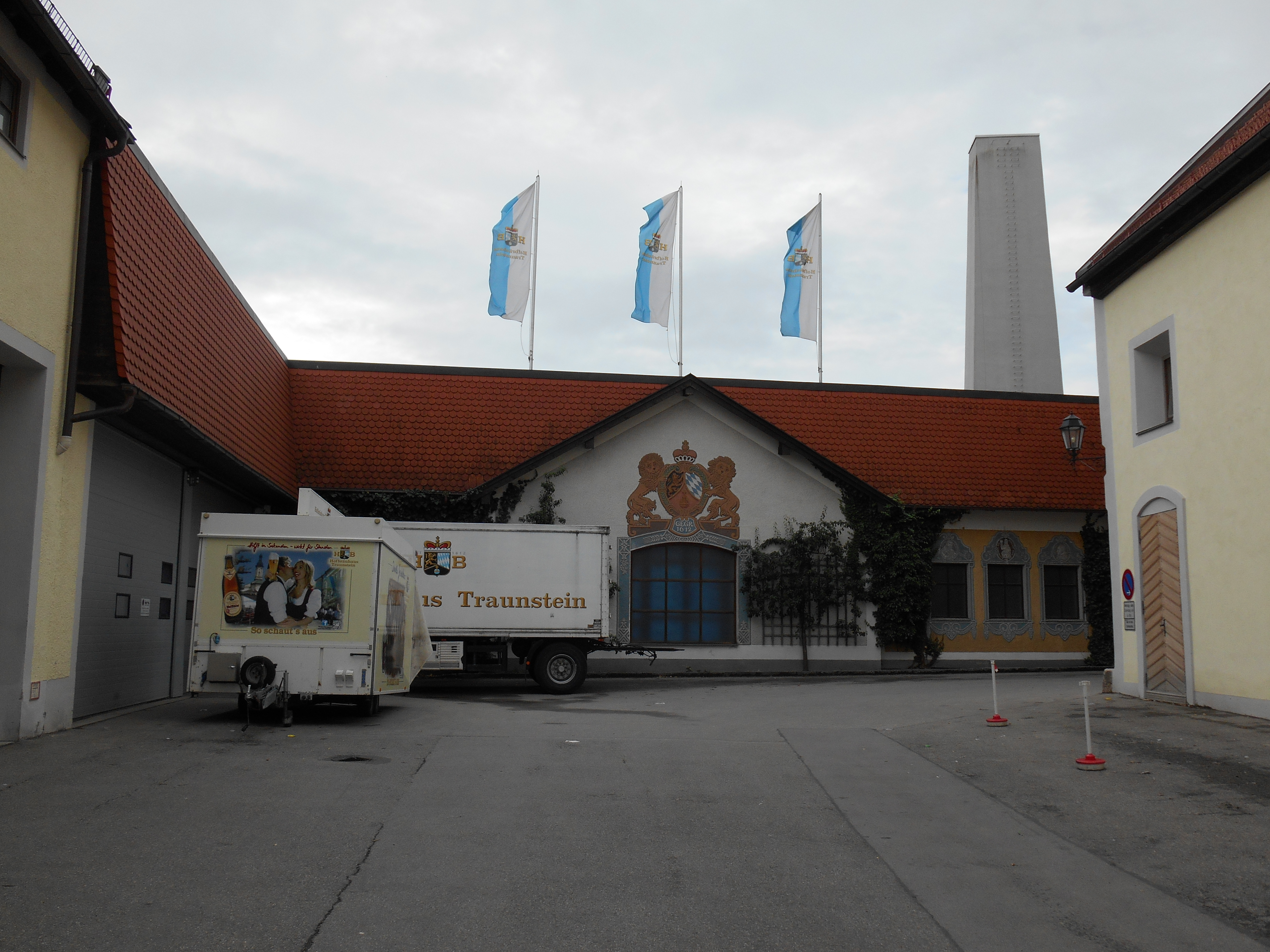
Hofbräuhaus (Hofgasse 6)

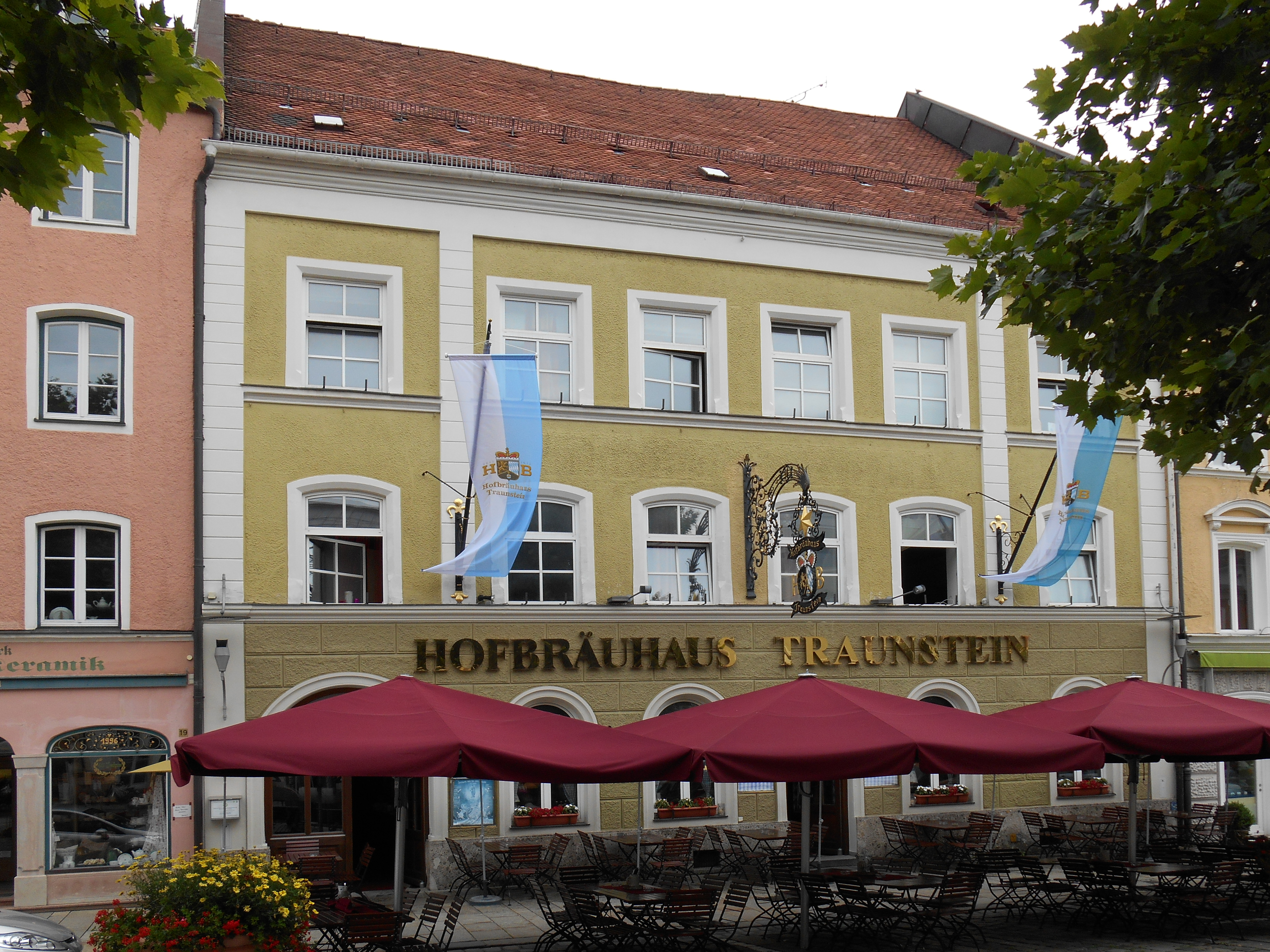
Hofbräuhaus Bräustüberl Traunstein (Stadtplatz 20)

Das Hofbräuhaus Traunstein wurde 1612 vom bayerischen Herzog Maximilian I. gegründet. Das dazugehörige Hofbräuhaus Traunstein Bräustüberl (bis 2005 Sternbräu) befindet sich unweit der Brauerei am Traunsteiner Stadtplatz. Seit 1896 befinden sich Hofbräuhaus und Bräustüberl in Familienbesitz der Brauerfamilie Sailer. Das Hofbräuhaus ist heute als Hofbräuhaus Traunstein Josef Sailer GmbH & Co. KG beim Amtsgericht Traunstein eingetragen.

## Vorgeschichte
→ siehe auch: Geschichte des Weißbiers in Bayern
1520 bekamen die Degenberger „angeblich“ das Recht verliehen, für den Bayerischen Wald Weißbier zu brauen. Tatsächlich besaßen die Wittelsbacher zur gleichen Zeit schon das Weißbiermonopol.
1548 bekam Johann (Hans VI) von Degenberg das „Weißbierbrauprivileg“.
1551 gab es ausgehend vom Rat von Deggendorf Beschwerden gegen den „alten Johann Herr zu Degenberg“, der sich Ausschank und Verkauf von Weißbier selbst erlaubt habe. Außer, dass bürgerliche Weißbierbrauhäuser abgeschafft wurden, geschah in den darauffolgenden Jahren allerdings nicht viel. Auch Straubing und der Markt Regen beschwerten sich 1556 über die Degenberger. Im darauffolgenden Jahr dann erhielten sie das einzigartige Recht zum Weißbierbrauen, im restlichen Bayern war es untersagt.
1557 erkannten die Degenberger durch einen reichsmittelbaren Bieraufschlag ihre Zugehörigkeit zur Landschaft an, wodurch der bayerische Herzog den Degenbergern ihr Privileg nicht mehr wegnehmen konnte. Diese Zugehörigkeit durch die Zahlung ist laut Heinrich Letzing eine bisher nicht beachtete Tatsache.
Bis 1567 sei aufgrund des hohen Weizenverbrauchs die Herstellung von Weißbier nach Darstellung von Anton Kasenbacher untersagt gewesen und ab diesem Zeitpunkt ausschließlich dem Landesherrn erlaubt.
1585 bekam auch Obersthofmeister Otteinrich von Schwarzenberg von Herzog Wilhelm V. das Recht zum Weißbierbrauen verliehen. Auch die Tatsache, dass sich die Degenberger ab diesem Jahr ihr Monopol mit den Schwarzenbergern teilen mussten, war nach Heinrich Letzing in der gesamten braugeschichtlichen Literatur (bis 1995) bisher nicht berücksichtigt worden.
1602 starb der letzte Degenberger, woraufhin Maximilian I. nach Darstellung einiger Historiker seine Chance auf gute Steuereinnahmen sah, erhob ein landesherrliches Monopol auf Weißbier und baute in ganz Bayern Hofbräuhäuser auf. Wein verschwand nahezu vom Markt, der Absatz des herkömmlichen von örtlichen Brauern gebrauten Braunbieres schrumpfte stark.
Nach Heinrich Letzing stammte die Initiative zur Errichtung des Hofbräuhauses Traunstein, wie auch schon die Errichtung des Weißbierbrauhauses Kelheim 1607 von der Hofkammer. Beide Weißbierbräuhauser entstanden als erste in Bayern ohne Vorgängerbetrieb. Die ehemalige, auch in dieser Zeit errichtete Brauerei Mattighofen beispielsweise war vor der Umwandlung in ein Weißbierbrauhaus ein Braunbierbrauhaus.
Am 1. Juli 1611 berichteten der Hofkammer-Präsident Lerchenfelder, die Kammerräte Hörl, Sauerzapf, Venz und Oswald Schuß dem Herzog, dass die zur Aufnahme der Reichenhallischen Salzrechnung bestimmten Hofkammerräte in ihrem Bericht die Errichtung eines Hofbräuhäuses in Traunstein empfahlen. Dem Vorschlag folgte aber gleich die zaghafte Bemerkung auf die Unbekanntheit von Weißbier in Traunstein. Ein probeweises kleines Brauhaus wurde diskutiert. Dass das u. a. aus Braunau, Wasserburg und Trostberg nach Traunstein importierte Braunbier „gar schlecht“ sei, sprach für ein neues Traunsteiner Hofbräuhaus. Außerdem fehle es nicht an Holz, Weizen und Wasser.
Reifenstuel wurde nach Traunstein abgesandt und begutachtete die Möglichkeit des Baus, wohl in Zusammenarbeit mit dem Kastner Otteinrich Lindl und im schriftlichen Austausch mit Oswald Schuß, der ihn über finanzielle Möglichkeiten unterhielt. Letztlich wurde das Altherrisch Haus von den Erben Joseph Altherrs gekauft, um es in ein Weißbierbrauhaus umzubauen. Schon 1611 war die Planung des Umbaus durch Beschlüsse in vollem Gange. Das Geld für den Leihkauf des Altherrisch Haus‘ wurde am 2. Februar 1612 bezahlt, am 2. Juni, als die Brauerei längst in Betrieb war, wurde die Kaufurkunde ausgestellt.

## Geschichte des Hofbräuhauses Traunstein
Als erster Bräumeister wurde Simon Erndl aus Schwarzach eingeteilt. Ein ehemals bei einem Degenberger Weißbierbrauhaus angestellter Brauknecht gab sein Wissen zum Brauen preis.
In den Anfangsjahren, als die Nachfrage nach Weißbier in der Stadt und im Umland groß war, wurden so viele Schanklizenzen ausgeteilt, dass den in Schwierigkeiten geratenen Bierbrauern 1642 das Recht zum Weißbierbrauen verliehen wurde, wenngleich sich deren Bier wohl auch nicht qualitativ verbesserte. Die dreizehn Traunsteiner Weißbierbrauereien wurden gleichzeitig vom Kurfürst auf vier reduziert.
1704 wurde das Hofbräuhaus Traunstein während des Spanischen Erbfolgekriegs zerstört und von Baumeister Giovanni Antonio Viscardi wieder aufgebaut.
Im Jahr 1770 erzeugte das Hofbräuhaus genau so viel Weißbier, wie alle Braunbierbrauereien der Stadt Braunbier ausstießen.
Im 19. und dem frühen 20. Jahrhundert waren private Bierbrauer letztendlich in der Lage, den staatlichen Weißbierbrauereien Konkurrenz zu bieten. 1804 wurde das Traunsteiner Hofbräuhaus vom Staat verpachtet, 1820 verkauft. 1821 wurden dann auch dunkles und später auch helles Bier produziert. Seit 1896 befindet sich das Traunsteiner Hofbräuhaus in Besitz der Familie Sailer.

## Besitzer von 1799 bis heute
| Name                                                             | Zeitraum  |
| ---------------------------------------------------------------- | --------- |
| Erzherzogin Maria Leopoldine                                     | 1799–1806 |
| Franz Reiter, Bierbrauerssohn aus München                        | 1806–1821 |
| Joseph Windmassinger aus Runding bei Cham und Advokat Hutter     | 1821–1840 |
| Alois Hutter, wie sein Vater Advokat                             | 1840–1896 |
| Josef Sailer, Brauereibesitzer aus Lauingen                      | 1896      |
| Maximilian Sailer, seit 2014 persönlich haftender Gesellschafter | bis heute |

## Bräustüberl
Frühere Namen waren Mittlerer Bräu und Büchele Bräu, wohl mit dem Erwerb durch die Sailers hieß es Sternbräu. 2005 wurde der Sternbräu in Hofbräuhaus Bräustüberl Traunstein umbenannt.
| Besitzer von 1896 bis heute                                                 | Besitzer von 1896 bis heute | Besitzer von 1896 bis heute |
| Name                                                                        | Zeitraum                    |                             |
| --------------------------------------------------------------------------- | --------------------------- | --------------------------- |
| Bernhard Sailer, Josef Sailers Bruder                                       | 1896–1919                   |                             |
| Josef Sailer                                                                | 1919                        |                             |
| Hermann und seine Frau Anna Absmeier                                        | bis 1924                    |                             |
| Sebastian Koch                                                              | 1924–1939                   |                             |
| Parzinger Sepp, nach dessen Tod seine Witwe                                 | 1939                        |                             |
| Christa und Hans Blösl erwarben und verpachteten den Sternbräu für 38 Jahre | 1958–1996                   |                             |
| Erhard Schulte, renovierte den Sternbräu für mehrere Monate                 | 1996                        |                             |
| Birgit Sailer, Frau Maximilian Sailers                                      | 2006–2008                   |                             |

## Auszeichnungen
- 2003: „Goldene BierIdee“ des Bayerischen Brauerbundes und des Bayerischen Hotel- und Gaststättenverbandes für erlebnisorientierte Biergastronomie mit hervorragender Präsentation der Biergeschichte und der Biervielfalt[17]